# A magyar labdarúgó-válogatott 2023. október 14-i mérkőzése
Ez volt a magyar labdarúgó-válogatottnak a 2023-as évben a hetedik mérkőzése, 2023. október 14-én, a szerb válogatott ellenfeleként, amely egyúttal a magyar labdarúgó-válogatott 983. hivatalos mérkőzése volt. A mérkőzés a 2024-es labdarúgó-Európa-bajnokság európai selejtezőjének hetedik fordulója volt. A mérkőzést 2–1-re a magyar válogatott nyerte meg egy majdnem teltházas összecsapáson, a Puskás Arénában 58.215 néző foglalt helyet.

## Helyszín
A találkozó Budapesten, a Puskás Arénában került megrendezésre. Az MLSZ (Magyar Labdarúgó-szövetség) közleménye szerint óriási érdeklődés mellett, 2023. szeptember 22-én 3 óra alatt az összes, eladásra kínált belépőjegy gazdára talált a mérkőzésre. A magyar csapat négy hazai Eb-selejtezőjére több mint 30 ezer bérletet értékesítettek a sorozat kezdete előtt, így az elmúlt évekhez képest alacsonyabb volt a megvásárolható jegyek száma.

## Játékvezető
A találkozó játékvezetője a 34 éves francia François Letexier volt, aki 2016 óta bíráskodik a francia élvonalban és 2017 óta a FIFA játékvezető-keretének a tagja. Letexier először fújta a sípot magyar érdekeltségű mérkőzésen. Ő vezette a 2023-as Manchester City–Sevilla 2023-as UEFA-szuperkupa-mérkőzést.
A Bédée-ben született játékvezető munkáját partjelzőként a szintén francia Cyril Mugnier valamint Mehdi Rahmouni, míg negyedik játékvezetőként Jérémy Stinat segítette. A Transfermarkt statisztikái alapján a mostani szezonban ő dirigált a már említett Szuperkupa döntőt túl az Atletico Madrid–Feyenoord Bajnokok Ligája csoportmérkőzésen, illetve a Royal Antwerp–AEK Athén Bajnokok Ligája selejtezőn is.

## Örökmérleg a mérkőzés előtt
| Sorszám | Időpont     | Helyszín | Eredmény  | Kiírás                                     |
| ------- | ----------- | -------- | --------- | ------------------------------------------ |
| 1/947   | 2020.10.11. | Belgrád  | 1–0 (1–0) | 2020–2021-es UEFA Nemzetek Ligája (B liga) |
| 2/950   | 2020.11.15. | Budapest | 1–1 (1–1) | 2020–2021-es UEFA Nemzetek Ligája (B liga) |
| 3/967   | 2022.03.24. | Budapest | 0–1 (0–1) | felkészülési                               |
| 4/981   | 2023.09.07. | Belgrád  | 2–1 (2–1) | 2024-es Európa-bajnokság selejtezője       |

| M | Gy | D | V | G+ | G– | Gk | T (%) | Forrás      |
| - | -- | - | - | -- | -- | -- | ----- | ----------- |
| 4 | 2  | 1 | 1 | 4  | 3  | +1 | 62,50 | [ 5 ] [ 6 ] |

Jelölések
- Az eredmények magyar szempontból értendők.
- Tétmérkőzés

## A selejtezőcsoport állása a mérkőzés előtt
| Hely. | Csapat       | M | Gy | D | V | G+ | G– | Gk | P  | Továbbjutás                 |          | Magyarország | Szerbia  | Montenegró | Bulgária | Litvánia |
| ----- | ------------ | - | -- | - | - | -- | -- | -- | -- | --------------------------- | -------- | ------------ | -------- | ---------- | -------- | -------- |
| 1.    | Magyarország | 4 | 3  | 1 | 0 | 7  | 1  | +6 | 10 | Kijut az Európa-bajnokságra |          | —            | okt. 14. | nov. 19.   | 3–0      | 2–0      |
| 2.    | Szerbia (X)  | 5 | 3  | 1 | 1 | 9  | 4  | +5 | 10 | Kijut az Európa-bajnokságra |          | 1–2          | —        | okt. 17.   | nov. 19. | 2–0      |
| 3.    | Montenegró   | 5 | 2  | 2 | 1 | 5  | 5  | 0  | 8  |                             |          | 0–0          | 0–2      | —          | 2–1      | nov. 16. |
| 4.    | Bulgária     | 5 | 0  | 2 | 3 | 3  | 8  | −5 | 2  |                             | nov. 16. | 1–1          | 0–1      | —          | okt. 14. |          |
| 5.    | Litvánia     | 5 | 0  | 2 | 3 | 4  | 10 | −6 | 2  |                             | okt. 17. | 1–3          | 2–2      | 1–1        | —        |          |

## Keretek
megjegyzés: A táblázatokban szereplő adatok a mérkőzés előtti állapotnak megfelelőek.
A magyarok keretét 2023. szeptember 3-án hirdette ki Marco Rossi szövetségi kapitány. A csapatból kimaradt a Csehország ellen megsérült középhátvéd, Willi Orbán. A magyar válogatottba a Szerbia és Litvánia elleni Európa-bajnoki selejtezőmérkőzésre az alábbi játékosok kaptak meghívást.
| Magyarország                         | Magyarország                         | Magyarország                         | Magyarország                         | Magyarország                         | Magyarország                         | Magyarország                         | Magyarország  |
| P.                                   | Név                                  | Születési idő és életkor             | Vál.                                 | Gól                                  | Klub                                 | Utolsó válogatottság                 | Érték*        |
| ------------------------------------ | ------------------------------------ | ------------------------------------ | ------------------------------------ | ------------------------------------ | ------------------------------------ | ------------------------------------ | ------------- |
| K                                    | Gulácsi Péter                        | 1990. május 6. (33 évesen)           | 51                                   | 0                                    | RB Leipzig                           | 2022.09.26-ánOlaszország ellen       | 5.000.000 €   |
| K                                    | Demjén Patrik                        | 1998. március 22. (25 évesen)        | 0                                    | 0                                    | MTK                                  | —                                    | 550.000 €     |
| K                                    | Dibusz Dénes                         | 1990. november 16. (32 évesen)       | 30                                   | 0                                    | Ferencváros                          | 2023.09.10-énCsehország ellen        | 2.800.000 €   |
| K                                    | Szappanos Péter                      | 1990. november 14. (32 évesen)       | 1                                    | 0                                    | Paksi FC                             | 2022.11.20-ánGörögország ellen       | 500.000 €     |
| V                                    | Balogh Botond                        | 2002. június 6. (21 évesen)          | 1                                    | 0                                    | Parma                                | 2021.11.12-énSan Marino ellen        | 750.000 €     |
| V                                    | Bolla Bendegúz                       | 1999. november 22. (23 évesen)       | 11                                   | 0                                    | Servette                             | 2023.06.17-énMontenegró ellen        | 2.700.000 €   |
| V                                    | Botka Endre                          | 1994. augusztus 25. (29 évesen)      | 23                                   | 1                                    | Ferencváros                          | 2023.06.20-ánLitvánia ellen          | 1.000.000 €   |
| V                                    | Fiola Attila                         | 1990. február 17. (33 évesen)        | 54                                   | 2                                    | Fehérvár FC                          | 2023.09.10-énCsehország ellen        | 500.000 €     |
| V                                    | Lang Ádám                            | 1993. január 17. (30 évesen)         | 61                                   | 1                                    | Omónia                               | 2023.09.10-énCsehország ellen        | 700.000 €     |
| V                                    | Mocsi Attila                         | 2000. május 29. (23 évesen)          | 0                                    | 0                                    | Rizespor                             | —                                    | 1.200.000 €   |
| V                                    | Nagy Zsolt                           | 1993. május 25. (30 évesen)          | 13                                   | 2                                    | Puskás Akadémia                      | 2022.11.20-ánGörögország ellen       | 600.000 €     |
| V                                    | Szalai Attila                        | 1998. január 20. (25 évesen)         | 37                                   | 1                                    | Hoffenheim                           | 2023.09.10-énCsehország ellen        | 14.000.000 €  |
| V                                    | Szalai Gábor                         | 2000. június 9. (23 évesen)          | 0                                    | 0                                    | Kecskeméti TE                        | —                                    | 500.000 €     |
| KP                                   | Kalmár Zsolt                         | 1995. június 9. (28 évesen)          | 33                                   | 3                                    | Fehérvár FC                          | 2023.09.10-énCsehország ellen        | 1.000.000 €   |
| KP                                   | Kata Mihály                          | 2002. április 13. (21 évesen)        | 2                                    | 0                                    | MTK                                  | 2023.09.10-énCsehország ellen        | 400.000 €     |
| KP                                   | Kerkez Milos                         | 2003. november 7. (19 évesen)        | 10                                   | 0                                    | Bournemouth                          | 2023.09.10-énCsehország ellen        | 18.000.000 €  |
| KP                                   | Nagy Ádám                            | 1995. június 17. (28 évesen)         | 73                                   | 1                                    | Pisa                                 | 2023.09.10-énCsehország ellen        | 1.700.000 €   |
| KP                                   | Nego Loïc                            | 1991. január 15. (32 évesen)         | 29                                   | 2                                    | Le Havre                             | 2023.09.10-énCsehország ellen        | 1.000.000 €   |
| KP                                   | Callum Styles                        | 2000. március 28. (23 évesen)        | 14                                   | 0                                    | Barnsley                             | 2023.09.10-énCsehország ellen        | 3.500.000 €   |
| CS                                   | Ádám Martin                          | 1994. november 6. (28 évesen)        | 15                                   | 2                                    | Ulszan Hyundai                       | 2023.09.07-énSzerbia ellen           | 1.000.000 €   |
| CS                                   | Csoboth Kevin                        | 2000. június 20. (23 évesen)         | 5                                    | 0                                    | Újpest                               | 2023.09.10-énCsehország ellen        | 850.000 €     |
| CS                                   | Gazdag Dániel                        | 1996. március 2. (27 évesen)         | 20                                   | 4                                    | Philadelphia Union                   | 2023.06.20-ánLitvánia ellen          | 8.000.000 €   |
| CS                                   | Horváth Krisztofer                   | 2002. január 8. (21 évesen)          | 1                                    | 0                                    | Kecskeméti TE                        | 2023.09.10-énCsehország ellen        | 600.000 €     |
| CS                                   | Sallai Roland                        | 1997. május 22. (26 évesen)          | 44                                   | 11                                   | Freiburg                             | 2023.09.10-énCsehország ellen        | 10.000.000 €  |
| CS                                   | Szoboszlai Dominik                   | 2000. október 25. (22 évesen)        | 34                                   | 7                                    | Liverpool                            | 2023.09.10-énCsehország ellen        | 70.000.000 €  |
| CS                                   | Varga Barnabás                       | 1994. október 25. (28 évesen)        | 5                                    | 2                                    | Ferencváros                          | 2023.09.10-énCsehország ellen        | 900.000 €     |
| Játékosok értéke összesen:           | Játékosok értéke összesen:           | Játékosok értéke összesen:           | Játékosok értéke összesen:           | Játékosok értéke összesen:           | Játékosok értéke összesen:           | Játékosok értéke összesen:           | 147.750.000 € |
| A keret átlagéletkora:               | A keret átlagéletkora:               | A keret átlagéletkora:               | A keret átlagéletkora:               | A keret átlagéletkora:               | A keret átlagéletkora:               | A keret átlagéletkora:               | 27,0 év       |
| A keret átlag válogatottságok száma: | A keret átlag válogatottságok száma: | A keret átlag válogatottságok száma: | A keret átlag válogatottságok száma: | A keret átlag válogatottságok száma: | A keret átlag válogatottságok száma: | A keret átlag válogatottságok száma: | 21,8          |
| Szövetségi kapitány: Marco Rossi     |                                      |                                      |                                      |                                      |                                      |                                      |               |

A szerb keretet október 6-án hirdették ki. A csapatból kimaradt Luka Jović (Milan), Uroš Račić (Sassulo), Darko Lazović (Verona), Marko Grujić (Porto) és Mihailo Ristić (Celta Vigo). Október 9-én Mihajlo Ilić és Stefan Mitrović árkerült a szerb U21-es csapat keretébe. Dušan Vlahović hátfájás miatt nem tudta vállalni a játékot, kikerült a szerb keretből, senkit nem hívott be a helyére Dragan Stojković szövetségi kapitány.
| Szerbia                               | Szerbia                              | Szerbia                              | Szerbia                              | Szerbia                              | Szerbia                              | Szerbia                              | Szerbia       |
| P.                                    | Név                                  | Születési idő és életkor             | Vál.                                 | Gól                                  | Klub                                 | Utolsó válogatottság                 | Érték*        |
| ------------------------------------- | ------------------------------------ | ------------------------------------ | ------------------------------------ | ------------------------------------ | ------------------------------------ | ------------------------------------ | ------------- |
| K                                     | Vanja Milinković-Savić               | 1997. február 20. (26 évesen)        | 15                                   | 0                                    | Torino                               | 2023.09.10-énLitvánia ellen          | 6.000.000 €   |
| K                                     | Predrag Rajković                     | 1995. október 31. (27 évesen)        | 29                                   | 0                                    | Mallorca                             | 2023.06.16-ánJordánia ellen          | 10.000.000 €  |
| K                                     | Đorđe Petrović                       | 1999. október 8. (24 évesen)         | 2                                    | 0                                    | Chelsea                              | 2023.01.26-ánUSA ellen               | 9.000.000 €   |
| K                                     | Boris Radunović                      | 1996. május 26. (27 évesen)          | 0                                    | 0                                    | Cagliari                             | —                                    | 1.500.000 €   |
| V                                     | Nikola Milenković                    | 1997. október 12. (26 évesen)        | 46                                   | 3                                    | Fiorentina                           | 2023.09.10-énLitvánia ellen          | 18.000.000 €  |
| V                                     | Strahinja Eraković                   | 2001. január 22. (22 évesen)         | 5                                    | 1                                    | Zenyit                               | 2023.06.16-ánJordánia ellen          | 9.000.000 €   |
| V                                     | Nemanja Gudelj                       | 1991. november 16. (31 évesen)       | 56                                   | 1                                    | Sevilla                              | 2023.09.10-énLitvánia ellen          | 4.000.000 €   |
| V                                     | Miloš Veljković                      | 1995. szeptember 26. (28 évesen)     | 26                                   | 0                                    | Werder Bremen                        | 2023.09.10-énLitvánia ellen          | 5.500.000 €   |
| V                                     | Erhan Mašović                        | 1998. november 22. (24 évesen)       | 3                                    | 0                                    | VfL Bochum                           | 2023.06.16-ánJordánia ellen          | 8.000.000 €   |
| V                                     | Strahinja Pavlović                   | 2001. május 24. (22 évesen)          | 29                                   | 2                                    | Red Bull Salzburg                    | 2023.09.07-énMagyarország ellen      | 25.000.000 €  |
| V                                     | Srđan Babić                          | 1996. április 22. (27 évesen)        | 5                                    | 0                                    | Szpartak Moszkva                     | 2023.09.10-énLitvánia ellen          | 4.000.000 €   |
| V                                     | Aleksa Terzić                        | 1999. augusztus 17. (24 évesen)      | 5                                    | 0                                    | Red Bull Salzburg                    | 2023.06.09-énSvédország ellen        | 4.000.000 €   |
| V                                     | Mihajlo Ilić                         | 1991. augusztus 11. (32 évesen)      | 0                                    | 0                                    | FK Partizan                          | —                                    | 1.800.000 €   |
| V                                     | Filip Mladenović                     | 1991. augusztus 11. (32 évesen)      | 26                                   | 1                                    | Panathinaikósz                       | 2023.09.10-énLitvánia ellen          | 900.000 €     |
| KP                                    | Mijat Gaćinović                      | 2000. március 28. (23 évesen)        | 23                                   | 2                                    | AÉK                                  | 2020.11.18-ánOroszország ellen       | 3.500.000 €   |
| KP                                    | Saša Lukić                           | 1996. augusztus 13. (27 évesen)      | 38                                   | 2                                    | Fulham                               | 2023.06.20-ánBulgária ellen          | 12.000.000 €  |
| KP                                    | Nemanja Maksimović                   | 1995. január 25. (28 évesen)         | 45                                   | 0                                    | Getafe                               | 2023.09.07-énMagyarország ellen      | 6.000.000 €   |
| KP                                    | Ivan Ilić                            | 2001. március 15. (22 évesen)        | 12                                   | 0                                    | Torino                               | 2023.09.10-énLitvánia ellen          | 19.000.000 €  |
| KP                                    | Filip Kostić                         | 1992. november 1. (30 évesen)        | 56                                   | 3                                    | Juventus                             | 2023.09.07-énMagyarország ellen      | 15.000.000 €  |
| KP                                    | Lazar Samardžić                      | 2002. február 24. (21 évesen)        | 3                                    | 0                                    | Udinese                              | 2023.09.10-énLitvánia ellen          | 20.000.000 €  |
| KP                                    | Sergej Milinković-Savić              | 1995. február 27. (28 évesen)        | 45                                   | 7                                    | El-Hilál                             | 2023.09.10-énLitvánia ellen          | 50.000.000 €  |
| KP                                    | Filip Đuričić                        | 1992. január 30. (31 évesen)         | 41                                   | 5                                    | Panathinaikósz                       | 2023.06.16-ánJordánia ellen          | 1.800.000 €   |
| CS                                    | Aleksandar Mitrović                  | 1994. szeptember 16. (29 évesen)     | 83                                   | 55                                   | El-Hilál                             | 2023.09.10-énLitvánia ellen          | 28.000.000 €  |
| CS                                    | Dušan Tadić                          | 1988. november 20. (34 évesen)       | 100                                  | 21                                   | Fenerbahçe                           | 2023.09.10-énLitvánia ellen          | 5.500.000 €   |
| CS                                    | Nemanja Radonjić                     | 1996. február 15. (27 évesen)        | 41                                   | 5                                    | Torino                               | 2023.09.10-énLitvánia ellen          | 4.000.000 €   |
| CS                                    | Stefan Mitrović                      | 2002. augusztus 15. (21 évesen)      | 2                                    | 0                                    | Crvena zvezda                        | 2023.09.10-énLitvánia ellen          | 3.500.000 €   |
| CS                                    | Andrija Živković                     | 1996. július 11. (27 évesen)         | 38                                   | 1                                    | PAÓK                                 | 2023.09.10-énLitvánia ellen          | 6.000.000 €   |
| CS                                    | Dušan Vlahović                       | 2000. január 28. (23 évesen)         | 23                                   | 13                                   | Juventus                             | 2023.09.10-énLitvánia ellen          | 70.000.000 €  |
| CS                                    | Petar Ratkov                         | 2003. augusztus 18. (20 évesen)      | 0                                    | 0                                    | Red Bull Salzburg                    | —                                    | 4.000.000 €   |
| Játékosok értéke összesen:            | Játékosok értéke összesen:           | Játékosok értéke összesen:           | Játékosok értéke összesen:           | Játékosok értéke összesen:           | Játékosok értéke összesen:           | Játékosok értéke összesen:           | 355.000.000 € |
| A keret átlagéletkora:                | A keret átlagéletkora:               | A keret átlagéletkora:               | A keret átlagéletkora:               | A keret átlagéletkora:               | A keret átlagéletkora:               | A keret átlagéletkora:               | 26,8 év       |
| A keret átlag válogatottságok száma:  | A keret átlag válogatottságok száma: | A keret átlag válogatottságok száma: | A keret átlag válogatottságok száma: | A keret átlag válogatottságok száma: | A keret átlag válogatottságok száma: | A keret átlag válogatottságok száma: | 27,5          |
| Szövetségi kapitány: Dragan Stojković |                                      |                                      |                                      |                                      |                                      |                                      |               |

* A Transfermarkt 2023. október 12-i adatai alapján.

## Mérkőzés előtti nyilatkozat
Pontosan tudom, hogy ez a mérkőzés minden magyarnak többet jelent egyszerű meccsnél. Ráadásul óriási a tét, az Európa-bajnoki részvétel, amelyhez nagyon közel kerülhetünk. A Puskás Arénában ismét telt ház lesz, nekünk ez mindig óriási előny. Képtelen vagyok megszokni a stadion légkörét, minden mérkőzésen rácsodálkozom, milyen csodálatos hangulatot teremtenek a szurkolóink. Újabb kőkemény csata vár ránk. Tudjuk, mire számítsunk a szerbektől, maximális koncentrációra és teljes erőbedobásra lesz szükség mindannyiunktól. Szerbia óriási rivális, a csoportban eddig mind a ketten tíz pontot szereztünk. Jó érzés, hogy a magyar válogatottat már senki sem veszi félvállról, tudják, kemény dió vagyunk, ellenünk senki sem mehet biztosra. Hazudnék, ha azt mondanám, nem jutott még eszembe az Európa-bajnokság. De… Egyelőre nem álmodozni, hanem cselekedni kell! Négy mérkőzésünk hátravan a sorozatból, úgy kell játszanunk, hogy ott legyünk Németországban. Óriási eredmény lenne ismét kivívni az Európa-bajnoki részvételt.

## A mérkőzés
| 2023. október 14., szombat 20:45 |

| Magyarország                                                         | 2 – 1               | Szerbia                                            |
| -------------------------------------------------------------------- | ------------------- | -------------------------------------------------- |
| Varga B. 20' Sallai 34' Varga B. 77' Botka 90+3' Kalmár 90+3′, 90+7′ | (2 – 1) Jegyzőkönyv | 33' Pavlović 76' Milenković 90+7' Milinković-Savić |

| Puskás Aréna, Budapest Nézőszám: 58.215 Játékvezető: François Letexier (francia) |

### Az összeállítások
| Magyarország | Szerbia |

| K                        | 1  | Dibusz Dénes       |     |              |
| V                        | 5  | Fiola Attila       |     | 74'          |
| V                        | 2  | Lang Ádám          |     |              |
| V                        | 4  | Szalai Attila      |     |              |
| KP                       | 7  | Nego Loïc          |     | 62'          |
| KP                       | 8  | Nagy Ádám          |     |              |
| KP                       | 17 | Callum Styles      |     | 62'          |
| KP                       | 11 | Kerkez Milos       |     |              |
| CS                       | 20 | Sallai Roland      |     | 74'          |
| CS                       | 19 | Varga Barnabás     | 77' | 84'          |
| CS                       | 10 | Szoboszlai Dominik |     |              |
| Cserék:                  |    |                    |     |              |
| CS                       | 9  | Ádám Martin        | 84' |              |
| CS                       | 13 | Kalmár Zsolt       | 62' | 90+3′, 90+7′ |
| KP                       | 14 | Bolla Bendegúz     | 62' |              |
| KP                       | 16 | Kata Mihály        | 74' |              |
| KP                       | 21 | Botka Endre        | 74' | 90+3'        |
| Fel nem használt cserék: |    |                    |     |              |
| K                        | 12 | Gulácsi Péter      |     |              |
| K                        | 22 | Szappanos Péter    |     |              |
| V                        | 3  | Balogh Botond      |     |              |
| V                        | 6  | Mocsi Attila       |     |              |
| CS                       | 16 | Gazdag Dániel      |     |              |
| V                        | 18 | Nagy Zsolt         |     |              |
| CS                       | 23 | Csoboth Kevin      |     |              |
| Szövetségi kapitány:     |    |                    |     |              |
| Marco Rossi              |    |                    |     |              |

| K                        | 23 | Vanja Milinković-Savić  | 90+7'     |           |
| V                        | 2  | Strahinja Pavlović      |           |           |
| V                        | 4  | Nikola Milenković       | 76'       |           |
| V                        | 16 | Strahinja Eraković      |           | szünetben |
| KP                       | 13 | Aleksa Terzić           |           | szünetben |
| KP                       | 20 | Sergej Milinković-Savić |           |           |
| KP                       | 6  | Nemanja Gudelj          |           |           |
| KP                       | 14 | Andrija Živković        |           | 75'       |
| CS                       | 8  | Mijat Gaćinović         |           | 67'       |
| CS                       | 9  | Aleksandar Mitrović     |           |           |
| CS                       | 22 | Saša Lukić              |           | 84'       |
| Cserék:                  |    |                         |           |           |
| KP                       | 7  | Nemanja Radonjić        | 75'       |           |
| CS                       | 10 | Dušan Tadić             | szünetben |           |
| KP                       | 11 | Filip Kostić            | szünetben |           |
| CS                       | 18 | Petar Ratkov            | 84'       |           |
| KP                       | 21 | Filip Đuričić           | 67'       |           |
| Fel nem használt cserék: |    |                         |           |           |
| K                        | 1  | Predrag Rajković        |           |           |
| K                        | 12 | Boris Radunović         |           |           |
| V                        | 3  | Filip Mladenović        |           |           |
| KP                       | 5  | Nemanja Maksimović      |           |           |
| V                        | 15 | Srđan Babić             |           |           |
| KP                       | 17 | Ivan Ilić               |           |           |
| CS                       | 19 | Lazar Samardžić         |           |           |
| Szövetségi kapitány:     |    |                         |           |           |
| Dragan Stojković         |    |                         |           |           |

| Negyedik játékvezető: Jérémy Stinat VAR videóbíró: Jérôme Brisard Asszisztensek: Cyril Mugnier (partvonal) Mehdi Rahmouni (partvonal) |

## Statisztikák
A mérkőzés statisztikái
| Magyarország |                        | Szerbia  |
| ------------ | ---------------------- | -------- |
| 38%          | Labdabirtoklás         | 62%      |
| 2            | Gól                    | 1        |
| 4            | Sárga lap              | 2        |
| 1            | Piros lap              | 0        |
| 3            | Szöglet                | 10       |
| 0            | Les                    | 3        |
| 26 (31%)     | Támadások száma        | 57 (69%) |
| 10           | Lövés                  | 16       |
| 2            | Kaput nem talált lövés | 7        |
| 4            | Kaput eltalált lövés   | 5        |
| 4            | Blokkolt lövés         | 4        |
| 4            | Kapus védés            | 2        |
| 343          | Passz                  | 600      |
| 269          | Sikeres passz          | 525      |
| 78%          | Passz hatékonyság      | 88%      |
| 8            | Szabálytalanságok      | 7        |

## A selejtezőcsoport állása a mérkőzés után
További eredmény a csoportban
| 2023. október 14. | Bulgária | 0–2 | Litvánia |

| Hely. | Csapat       | M | Gy | D | V | G+ | G– | Gk | P  | Továbbjutás                 |          | Magyarország | Szerbia | Montenegró | Litvánia | Bulgária |
| ----- | ------------ | - | -- | - | - | -- | -- | -- | -- | --------------------------- | -------- | ------------ | ------- | ---------- | -------- | -------- |
| 1.    | Magyarország | 5 | 4  | 1 | 0 | 9  | 2  | +7 | 13 | Kijut az Európa-bajnokságra |          | —            | 2–1     | nov. 19.   | 2–0      | 3–0      |
| 2.    | Szerbia (X)  | 6 | 3  | 1 | 2 | 10 | 6  | +4 | 10 | Kijut az Európa-bajnokságra |          | 1–2          | —       | okt. 17.   | 2–0      | nov. 19. |
| 3.    | Montenegró   | 5 | 2  | 2 | 1 | 5  | 5  | 0  | 8  |                             |          | 0–0          | 0–2     | —          | nov. 16. | 2–1      |
| 4.    | Litvánia     | 6 | 1  | 2 | 3 | 6  | 10 | −4 | 5  |                             | okt. 17. | 1–3          | 2–2     | —          | 1–1      |          |
| 5.    | Bulgária     | 6 | 0  | 2 | 4 | 3  | 10 | −7 | 2  |                             | nov. 16. | 1–1          | 0–1     | 0–2        | —        |          |

## Örökmérleg a mérkőzés után
| Sorszám | Időpont     | Helyszín | Eredmény  | Kiírás                                     |
| ------- | ----------- | -------- | --------- | ------------------------------------------ |
| 1/947   | 2020.10.11. | Belgrád  | 1–0 (1–0) | 2020–2021-es UEFA Nemzetek Ligája (B liga) |
| 2/950   | 2020.11.15. | Budapest | 1–1 (1–1) | 2020–2021-es UEFA Nemzetek Ligája (B liga) |
| 3/967   | 2022.03.24. | Budapest | 0–1 (0–1) | felkészülési                               |
| 4/981   | 2023.09.07. | Belgrád  | 2–1 (2–1) | 2024-es Európa-bajnokság selejtezője       |
| 5/983   | 2023.10.14. | Budapest | 2–1 (2–1) | 2024-es Európa-bajnokság selejtezője       |

| M | Gy | D | V | G+ | G– | Gk | T (%) | Forrás      |
| - | -- | - | - | -- | -- | -- | ----- | ----------- |
| 5 | 3  | 1 | 1 | 6  | 4  | +2 | 70,00 | [ 5 ] [ 6 ] |

Jelölések
- Az eredmények magyar szempontból értendők.
- Tétmérkőzés